# Apunt
|  | Si cerqueu altres usos, vegeu À Punt. |

|  | Per a altres significats, vegeu «Apunt (dibuix)». |

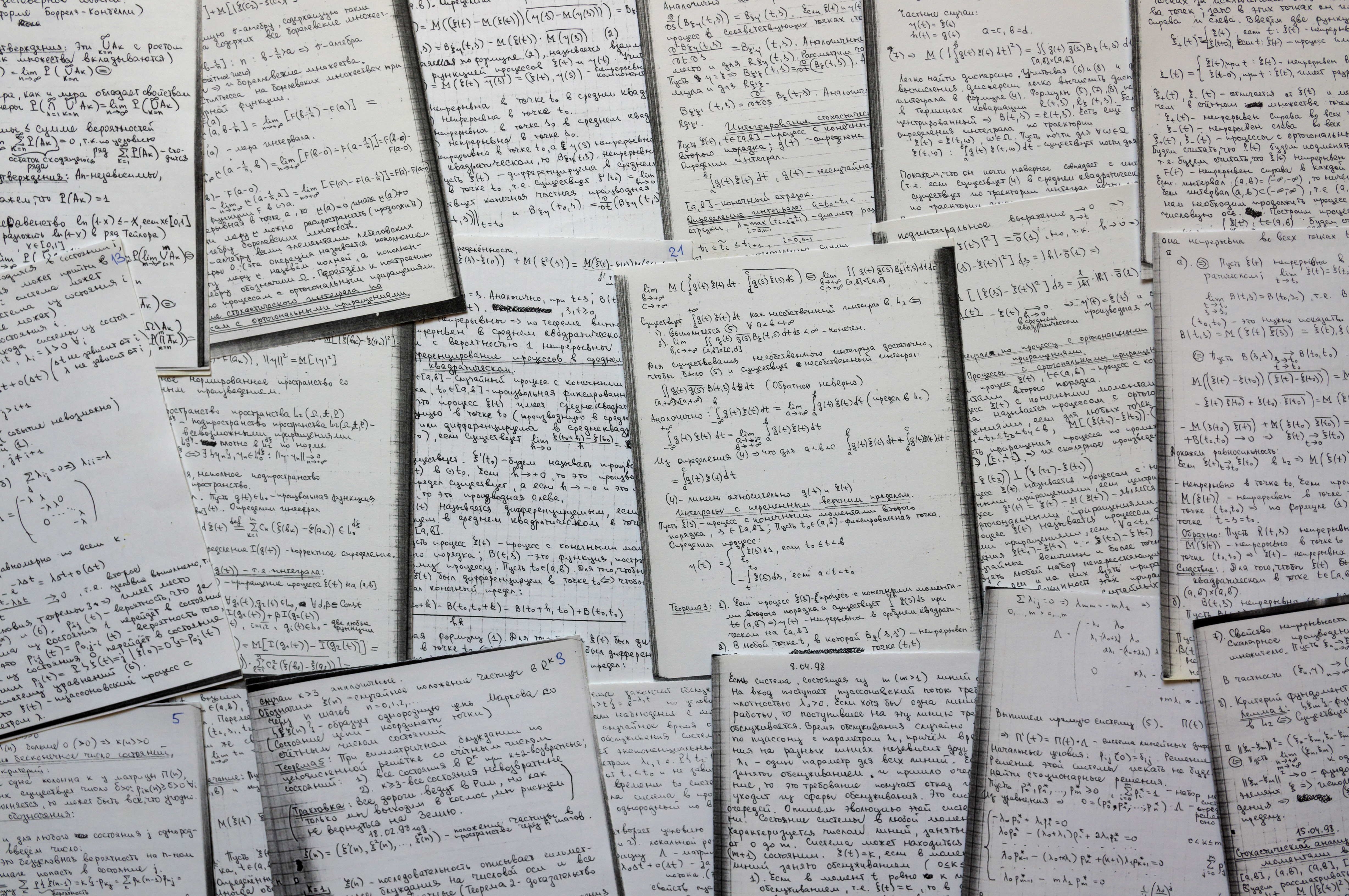

Un apunt és una nota que es pren a classe, al llegir un llibre, en una reunió, en un discurs o una conferència per a recordar el més important i poder estendre-les després. Els bons apunts han de concretar la comprensió d'un concepte, de tal manera que normalment a millor comprensió d'aquest es pot sintetitzar en menor extensió de text (menor quantitat de paraules). Aquesta propietat és essencial per a obtenir uns bons apunts. Els apunts es poden fer escrits sobre paper de diversos tipus (fins i tot hi ha productes de papereria especialitzats), o també per mitjans electrònics: telèfons mòbils, ordinadors, etc. En l'actualitat hi ha diversos programes (programari) especialitzats en l'edició i organització d'apunts.